# Abutilon hirsutum
Abutilon hirsutum là một loài thực vật có hoa trong họ Cẩm quỳ. Loài này được (Vell.) K.Schum. mô tả khoa học đầu tiên năm 1891.